# 日本軍慰安婦被害者をたたえる日
日本軍慰安婦被害者をたたえる日（にほんぐんいあんふひがいしゃをたたえるひ、）は、韓国の記念日。毎年の8月14日。1991年8月14日、金学順が自ら元慰安婦であったことを明らかにした日に由来する。
2017年9月に韓国国会女性家族委員会で可決。同年11月24日、韓国の国会にて「元慰安婦に対する生活安定支援や記念事業などに関する法律の改正案」として可決された。2018年より施行されている。

## 日本語表記
各メディアによって、日本語訳された表記が異なっている。
- 日本軍慰安婦被害者をたたえる日  - 朝鮮日報[4]、聯合ニュース[5]、朝日新聞[6]、産経新聞[3]、時事通信[2]
- 旧日本軍の従軍慰安婦をたたえる記念日 - 日本経済新聞[7]
- 慰安婦問題の被害者をたたえる国の記念日 - NHK[8]
- 旧日本軍慰安婦を考える日 - KBS[1]
- 日本軍慰安婦被害者追悼の日 - 中央日報[9]
- 旧日本軍の従軍慰安婦問題の「記念日」 - 毎日新聞[10]、共同通信[11]
- 慰安婦の記念日 - 読売新聞[12]